# Dialekt wielkopolski
Dialekt wielkopolski – dialekt języka polskiego, używany w Wielkopolsce.
Obecnie obejmuje tereny ograniczone linią przechodzącą nieco na południe od Koła, Kalisza, Ostrowa Wielkopolskiego, Rawicza i Babimostu, na zachód od Międzychodu, do Noteci koło Krzyża Wielkopolskiego, i wzdłuż tej rzeki do jej źródeł i do Warty pod Kołem.

## Gwary
Wyróżnia się gwary:
- Wielkopolski środkowej,
- Wielkopolski południowej (część południowa, od powiatów leszczyńskiego, gostyńskiego, krotoszyńskiego, ostrowskiego i kaliskiego włącznie),
- Wielkopolski zachodniej (na zachód od Pniew, Nowego Tomyśla i Wolsztyna)
- Wielkopolski północnej (na północ od Gniezna i Międzychodu).

Według większości językoznawców dialekt chełmińsko-kociewsko-warmiński jest odgałęzieniem dialektu wielkopolskiego (gwara warmińska najczęściej zaliczana do dialektu mazowieckiego). Stanisław Urbańczyk, wyodrębniający ten subdialekt, przez pewien okres nazywał dialekt wielkopolski dialektem wielkopolsko-pomorskim, zaznaczając przynależność części gwar, pierwotnie pomorskich, do tego zespołu gwarowego.

## Charakterystyka dialektu
Do cech dialektu należą: 
- brak mazurzenia (jedynym wyjątkiem są gwary chazackie, chwalimska i Mazurów wieleńskich).
- udźwięczniająca fonetyka międzywyrazowa (na całym obszarze)
- dyftongizacja, np. ptauk, buoso, myj (na zachodzie), loudzie (ptak, boso, my, ludzie), najsilniejsze uwargowienie sam. o występuje w Zachodniej i Środkowej Wielkopolsce, gdzie 2-głoskowe o  występuje właściwie po każdej spółgłosce twardej[6]
- samogłoski nosowe wymawiane wąsko i asynchronicznie, np. wy̨ch, wiųzać, wszyńdzie, widzom (węch, wiązać, wszędzie, widzą)
  - na południu wymowa beznosówkowa, np. ksiużka, wuchać (książka, wąchać)
- na północy pomieszanie nagłosowego o- i wo-, np. woda, wokno lub uoda, uokno
- na południu przejście n w ń po i, y, np. drabinia, winio, pierzyjnia (drabina, wino, pierzyna)
- silne uproszczenie grup spółgłoskowych, np. leki, stasze, szur (lekki, starsze, szczur)
- brak ubezdźwięcznienia w, np. chwila, twardyj, świat, kwiat (literacka wymowa [chfila, tfardy, śfiat, kfiat])
- przejście eł w åu, óu, np. kiåubasa, koukiouka
- zachowanie dawnego e po spógł. miękkich, obecnie i historycznie (historycznie miękkie to: l, rz, ż, sz, cz, c, dz).  Cecha ta występuje: 1) w nazwach miejscowych, jak np. Kąkolewo (a nie Kąkolowo), Wijewo (a nie Wijowo), Kołodziejewo, Pleszew 2) w przymiotnikach z przyrostkiem -ow: majewy (a nie majowy), różewe (a nie różowe), różańcewe, wiśniewy; a także w pochodnych od takich przymiotników rzeczownikach: krawcewo (krawcowa), bojewica (klepisko w stodole); w miejscu ogólnopolskiego -ów- po spógł. miękkiej jest -yw- (np. gnojywka, pokojywka) 3) w końcówce  celownika rzeczowników męskich, czyli guespuedarzewi, kóniewi, ale już na przykład chłopowi, sómsiadowi. Kiedyś było to zjawisko powszechne (śladem jest wyraz królewski), teraz dotyczy tylko gwar wielkopolskich na zachód od linii Miejska Górka – Gostyń – Środa – Wągrowiec -Nakło – Sępólno. Pojedyncze wyrazy ilustrujące to zjawisko spotkać czasem można również na wschód od tej linii (np. hrabieski)[7].
- formy dopełniacza liczby pojedynczej rzeczowników rodzaju nijakiego typu kazanio, picio
- formy mianownika liczby mnogiej typu kawalyrzo, sołtysio
- końcówka -ygo lub -ygó w dopełniaczu zaimków, np. tanigo, tygo, tegu, tégó, gu (go)
- zachowanie końcówki -i w odmianie liczebników 5-10, np. w szyści miejscach
- dyftongiczna wymowa y jako yj, zwłaszcza na końcu wyrazu, rzadko w środku (darujmyj, ździebkuœ słemyj), spotykana w Zachodniej  Wielkopolsce, aż po miasto Wągrowiec i rzekę Prosnę (według Z. Sobierajskiego)[8] lub do granicy wschodniej Ostrzeszów – Pleszew – Września – do Noteci (według M. Gruchmanowej)[9].